# Augustenborgkredsen
Augustenborgkredsen var før 2007 en valgkreds (eller opstillingskreds) i Sønderjyllands Amtskreds. Nu indgår området i Sønderborgkredsen.
Den 8. februar 2005 var der 23.896 stemmeberettigede vælgere i kredsen.
Kredsen rummede flg. kommuner og valgsteder::
1. Augustenborg Kommune
  1. Asserballe
  2. Augustenborg
  3. Ketting
  4. Notmark
2. Nordborg Kommune
  1. Egen
  2. Havnbjerg
  3. Holm
  4. Langesø
  5. Nordborg
  6. Oksbøl
  7. Pøl
  8. Stevning
  9. Svenstrup
3. Sundeved Kommune
  1. Blans
  2. Nybøl
  3. Sottrup
  4. Ullerup
4. Sydals Kommune
  1. Hørup
  2. Kegnæs
  3. Lysabild
  4. Tandslet